# Cempaka Putih (Ciputat Timur)
Cempaka Putih is een bestuurslaag in het regentschap Tangerang Selatan van de provincie Banten, Indonesië. Cempaka Putih telt 23.967 inwoners (volkstelling 2010).